# Uranotaenia lunda
Uranotaenia lunda is een muggensoort uit de familie van de steekmuggen (Culicidae). De wetenschappelijke naam van de soort is voor het eerst geldig gepubliceerd in 1993 door da Cunha Ramos.